# Павле Латријски
Павле Латријски (грч. Οσιος Παυλος ο νεος ο Λατρινος, око 880, Елеја - 15 (28) децембар 955 или 956, Латра) - византијски монах, подвижник. Канонизован је као светитељ у лику преподобног.
Рођен је у Византији, у граду Елеји, луци Пергам у Мизији у западној Малој Азији. После погибије оца у поморској бици са Арапима, одгајан је са братом Василијем у манастиру Светог Стефана у Фригији, а после погибије мајке најпре је био пастир, а затим се препустио најстрожију аскези у манастиру Карија у околини планине Латра (данас гребен Бешпармак у Турској), код града Милета. Касније се затворио у пећину на врху стене и тамо се подвизавао. Слава о светитељевим подвизима и светом животу привукла је к њему многе подвижнике, који су у подножју стене основали манастир Стила. Цар Константин VII Порфирогенит (913-959) често је писао монаху. Петар И, цар Бугарске, и папа Агапит II  поштовали су га због његовог побожног живота. Касније се свети Павле повукао на острво Самос, где је основао манастир и обновио три манастира порушена од Агара (Арапа). На крају свог живота, монах се вратио у манастир на планини Латре, где је и упокојио 955. године.
Светитељев брат Василије постао је игуман манастира Светог Илије на гори Мали Олимп у Витинији.
Свети Калист и Игњатије Ксантопулос извештавају да је монах на питање једног од својих ученика написао расправу о разликовању праве и лажне светлости откривене у молитви.
Анонимно византијско „Житије Павла из Латре“ (Вита Паули Латри, Βιος Αγιου Παυλου) говори о његовом животу.
Православна црква прославља светог Павла 15. (28.) децембра.